# Châteaugiron
Châteaugiron község Franciaország Bretagne régiójában, Ille-et-Vilaine megyében. Lakosainak száma 8028 fő (2018. január 1.). Châteaugiron Noyal-sur-Vilaine, Amanlis, Domloup, Nouvoitou, Ossé és Saint-Aubin-du-Pavail községekkel határos.
Új községként 2017. január 1-jén jött létre, amikor a korábbi Châteaugiron egyesült Saint-Aubin-du-Pavail és Ossé korábbi községekkel.

## Népesség
A település népességének változása:
| Lakosok száma | 7423 | 7522 | 10 052 | 7904 | 8028 |
|               | 2014 | 2015 | 2016   | 2017 | 2018 |